# Bảo tàng Lịch sử - Cung điện ở Dukla
Bảo tàng Lịch sử - Cung điện ở Dukla (tiếng Ba Lan: Muzeum Historyczne – Pałac w Dukli) là một bảo tàng tọa lạc tại số 5 phố Hiệp ước Hungary, Dukla, Ba Lan. Hoạt động của bảo tàng tập trung vào việc giới thiệu quân đội và lịch sử của khu vực xung quanh Dukla. Bảo tàng bố trí triển lãm bên trong tòa cung điện được xây dựng vào nửa sau thế kỷ 18 theo phong cách kiến trúc Baroque của gia đình Mniszech, cung điện này bị hư hại nghiêm trọng trong Chiến tranh thế giới thứ hai và đã được tái thiết để phù hợp với chức năng bảo tàng.

## Lịch sử
Nhân kỷ niệm 20 năm trận chiến trên núi vĩ đại nhất trong Chiến tranh thế giới thứ hai, một cuộc triển lãm về chiến dịch Carpathian - Dukla được tổ chức vào năm 1964, theo khởi xướng của các nhà hoạt động Hiệp hội du lịch và tham quan Ba Lan (PTTK) từ Krosno, Rzeszów và Dukla. Năm 1968, triển lãm này được trực thuộc Bảo tàng Podkarpackie ở Krosno dưới tên Chi nhánh Quân đội ở Dukla. Bảo tàng hoạt động độc lập từ ngày 1 tháng 3 năm 1972, và lấy tên là Bảo tàng Anh em trong vòng tay. Tên của bảo tàng được đổi thành tên hiện tại vào năm 1991. Kể từ ngày 1 tháng 1 năm 1999, bảo tàng trở thành một đơn vị tổ chức của huyện Krosno.